# Маргаретин мост
Маргаретин мост или Margit híd (понекад Маргит мост) је трокраки мост у Будимпешти, Мађарска, који повезује Будим и Пешту преко Дунава и повезује острво Маргарет и обале. То је други најсевернији и други најстарији јавни мост у Будимпешти. 
Дизајнирао га је француски инжењер Ernest Gouin, а изградила га је грађевинска компанија Maison Ernest Gouin et Cie. између 1872. и 1876, чији је главни инжењер био Emile Nougier. Маргаретин мост био је други стални мост у Будимпешти, после ланчаног моста Сечењи. Овај мост води до острва Маргарет, чија су два дела под углом од 165 степени један поред другог на острву. Разлог за ову необичну геометрију је тај што је мали продужетак за спајање до острва Маргарет убрзано убачен у првобитни дизајн, али изграђен је тек две деценије касније због недостатка финансијских средстава. 
Два краја моста су: 
- Jászai Mari tér (северни крај Гран Булевара (Grand Boulevard) ) и
- Парк Germanus Gyula

Дугачак је 637.5 метара и широк 25 метара. 

## Реконструкција

### Други светски рат
Све мостове Будимпеште разориле су трупе Вермахта у Другом светском рату у јануару 1945. године током њиховог повлачења на будимску страну престонице. Међутим, Маргаретин мост је оштећен раније, 4. новембра 1944. године, када је случајна експлозија уништила источни распон моста. Погинуло је 600 цивила (укључујући и јеврејског олимпијског првака, мачеваоца Ендре Кабоса, који је у то време био присилни радник) и 40 немачких војника. Током реконструкције, већи део првобитног челичног материјала је извађен из реке и уграђен у обновљену структуру. 

### 2009–2011
Почетком 2000-их, мост је био у јако лошем стању. Због тога је постао опасан по живот и његова реконструкција постала је веома важна. Обнова (након довршетка моста Међери (Megyeri) и моста Сабадсаг (Szabadság)) почела је 21. августа 2009. Био је затворен за саобраћај око годину дана, али трамваји су одржавали делимични превоз преко моста користећи привремену стазу. Цео пројекат је коштао више од 20 милијарди форинти, а половина трошкова финансирана је из фондова ЕУ. Обнова је завршена 2011. године. Покушали су да поврате оригинални изглед моста. Уместо армираног бетона коришћен је дуготрајан челик и постављене су нове баријере и осветљење. Средње траке су проширене, тротоар проширен за око 2 метра и завршена је бициклистичка стаза.

## Културне референце
Убрзо након што је мост отворен, постао је пожељно место за људе који желе да себи одузму живот због личних или финансијских проблема. Талас самоубистава инспирисао је Јаноша Аранија (Janos Arany), познатог мађарског песника да састави баладу "Híd-avatás" ("Инаугурација моста"), о скакачима. 

## Галерија
- Срушени мост, 4. новембра 1944. године
- 2009 - западни део, јужна страна Маргаретиног моста
- 2012 - након реновирања
- 2009 - структура прикључног дела на острву Маргарет
- 2010 - обнова
- 2012 - након реновирања
- фењер
- Плоча у знак сећања на изградњу и реконструкцију моста